# Wallen van Stein

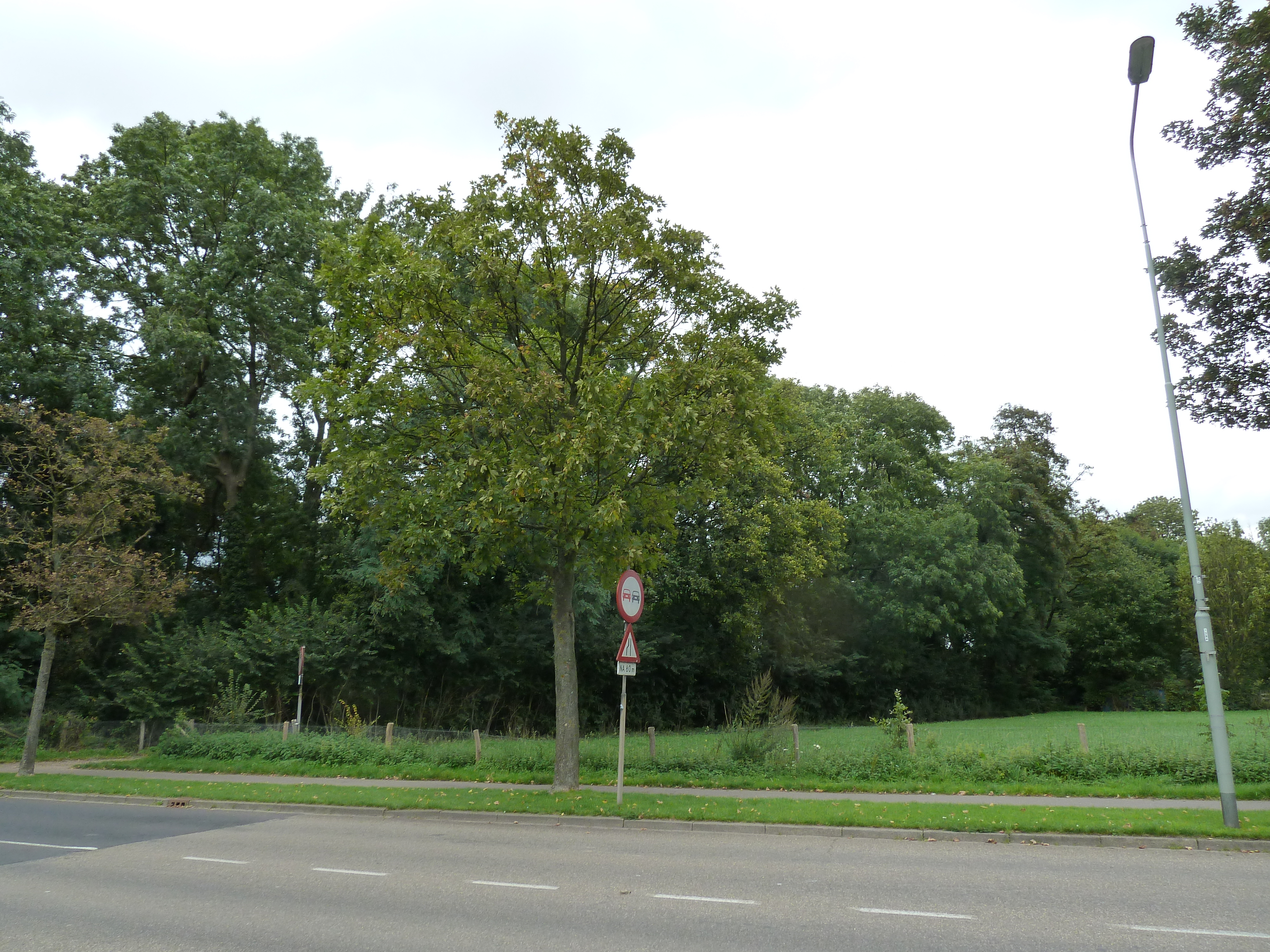
De landweer bij de Steinderweg

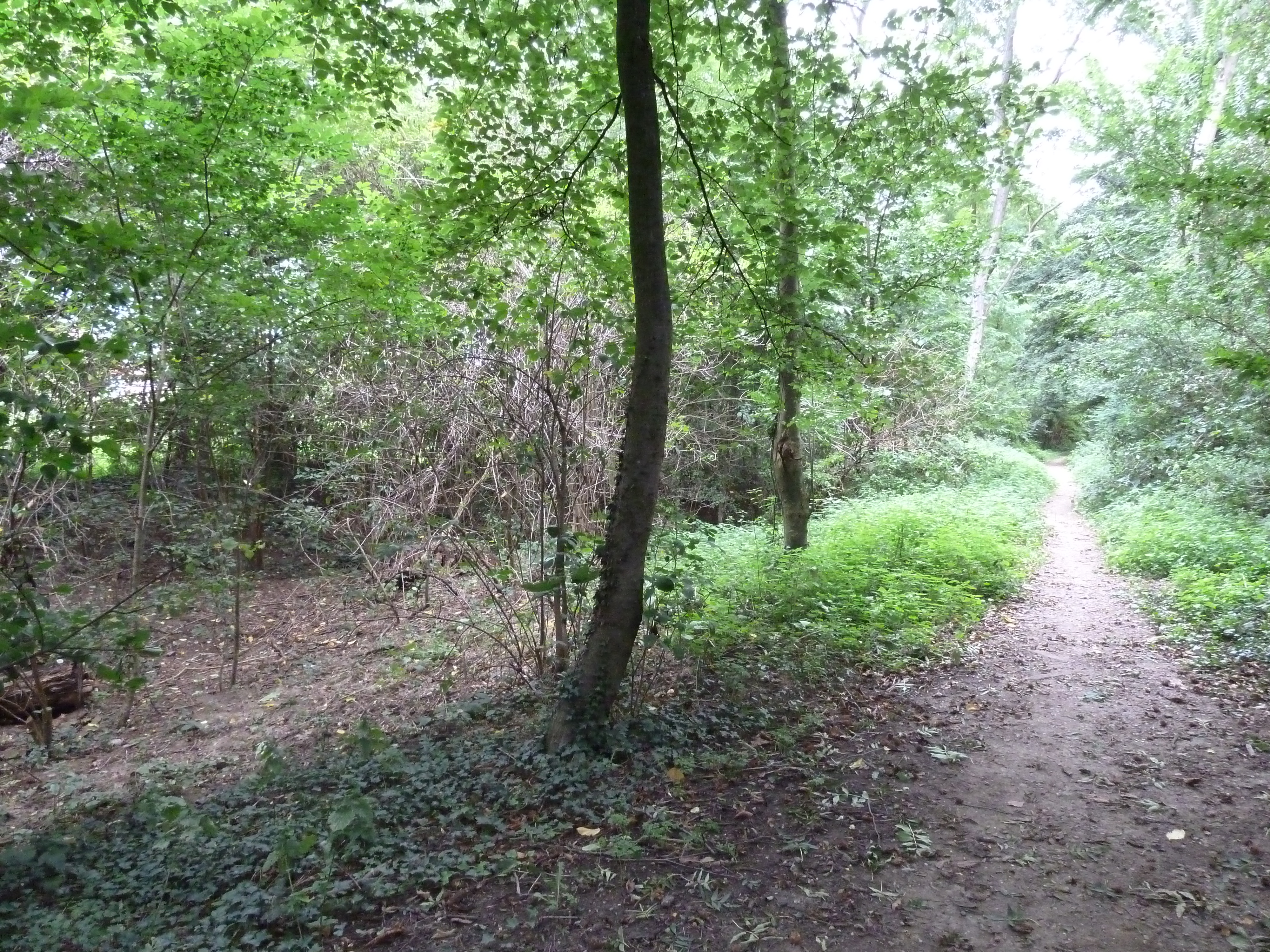
Op de landweer

De Wallen van Stein zijn aarden wallen die aan de noordoostzijde en zuidoostzijde gelegen zijn van het dorp Stein in de Nederlandse provincie Limburg. Het zijn de restanten van de landweer van Stein die hier gelegen heeft. De wallen die tegenwoordig nog resten zijn gelegen tussen de Steinderweg en de Napoleonsbaan aan de zuidwestzijde en aan de noordoostzijde bij de Heidekampweg. Het tussenliggende gebied wordt ingenomen door de A2 en Knooppunt Kerensheide. De naam van de wijk Kerensheide, waaraan het knooppunt haar naam ontleent, komt wellicht van de kerende functie die de landweer had aan de rand van de heide en de grens vormt tussen het gebied van Stein en de oostelijke heidegronden.

## Geschiedenis
Volgens een legende werd het gebied van de Graetheide in de negende eeuw door Koning Zwentibold aan de dorpen Elsloo, Beek en Stein geschonken om deze in gemeenschappelijk gebruik te benutten.
De Wallen van Stein kunnen niet precies gedateerd worden, maar aangenomen wordt dat ze niet eerder dan de 13e of de 14e eeuw zijn opgetrokken. De grenzen van de heerlijkheid Stein in de middeleeuwen vallen namelijk vrijwel gelijk met de landweer.
In de 16e en latere eeuwen werden vele landweren verwaarloosd, waaronder wellicht ook de Wallen van Stein. Mogelijk zijn ze in oorlogstijden opnieuw versterkt. Vanwege het weinige bos in de directe omgeving zijn de wallen ook vermoedelijk in stand gehouden om de bevolking te voorzien van hout.

## Opbouw
Uit historische documenten en archeologische opgravingen heeft men afgeleid dat de landweer Stein aan drie zijden omsloot. Aan de Maaszijde bevond zich geen landweer, omdat men daar vertrouwde op de natuurlijke barrière die de rivier met het aldaar aanwezige hoogteverschil had. De wallen waren dicht begroeid en waren omgeven door grachten. De wallen moesten een echte hindernis vormen met ondoordringbare begroeiing waar geen doorkomen aan was. Het vee werd door de wallen tegengehouden en het wild werd er door buiten gehouden. Hierdoor kon voorkomen of beperkt worden dat akkers vernield werden. Ook plunderende bendes werd het zo moeilijker gemaakt.
De toponiemen Koeveldweg (zuid) en Koestraat (noord) wijzen op de functie van veedrift, waarvoor de grachten en wallen ook zijn gebruikt. Langs of door de grachten voerde men het vee naar buiten de wallen om hen te laten grazen op de gemeenschappelijke weidegronden. Deze weidegronden waren gelegen op de Graetheide, het plateau dat zich bevindt tussen de Born, Sittard, Beek en de Maas. Dit gebied werd volgens een legende in de negende eeuw door Koning Zwentibold aan de dorpen Elsloo, Beek en Stein geschonken, om hier gezamenlijk gebruik van te maken. De gronden werden gebruikt voor het weiden van vee, voor het houden van bijen en het halen van heideplaggen voor in de potstal.
De wallen waren op een aantal plaatsen onderbroken voor wegen. Op deze plekken werd er tol geheven en hier kwamen de wegen ook samen. Deze toegangen werden bewaakt en om de doorgangen te verdedigen wierp men aarden heuvels op waarop men wachtposten had gebouwd. Ook kunnen er begroeide aarden schansen zijn aangelegd voor extra bescherming. De openingen werden afgesloten met draaibomen. Voor de bewaking van de doorgangen waren onder andere de boeren verantwoordelijk.
De verantwoordelijkheid van het onderhoud van de wallen en grachten lag bij de bewoners. Zij moesten ervoor zorgen dat de grachten diep genoeg bleven en niet dichtslibden en het hout werd gesnoeid.

## Locaties
- Noordelijke sectie: 50° 58′ 46″ NB, 5° 46′ 40″ OL
- Zuidelijke sectie: 50° 57′ 36″ NB, 5° 46′ 46″ OL